# Premi Locus
|  | Aquest article tracta sobre Locus Awards. Si cerqueu altres usos, vegeu « Locus ». |

Els Premis Locus són un conjunt anual de premis literaris per a la revista de ciència-ficció i fantasia Locus, una publicació mensual amb seu a Oakland, Califòrnia, Estats Units. Els guanyadors del premi són seleccionats pels lectors de la revista de votació.
Els premis es presenten en un banquet anual. Els editors de les obres premiades són honrats amb certificats, que són únics en el camp.
Els premis van ser inaugurats el 1971 per a la publicació de l'any 1970 i l'objectiu original era influir en els Premis Hugo.

## Guanyadors
Els següents han guanyat més premis a partir del juliol de 2011:
- Gardner Dozois* (35)
- Michael Whelan** (28)
- Ursula K. Le Guin (21)
- Harlan Ellison (18)
- Neil Gaiman (18)
- Ellen Datlow* (12)
- Dan Simmons (12)
- Terry Carr* (11)
- George R. R. Martin (11)
- Arnie & Cathy Fenner (10)**
- John Varley (10)
- Connie Willis (10)
- Robert Silverberg (9)
- Orson Scott Card (8)
- Lucius Shepard (8)
- Isaac Asimov (7)
- China Miéville (6)
- Kim Stanley Robinson (6)
- Gene Wolfe (6)
- Stephen King (5)
- Larry Niven (2)

* indica que tots els triomfs van ser en les categories d'edició.

** indicates that all wins came in art-related categories.

## Categories
- Premis Locus a la millor novel·la
- Premis Locus a la millor novel·la de ciència-ficció
- Premis Locus a la millor novel·la de fantasia
- Premis Locus a la millor primera novel·la
- Premis Locus al millor llibre per a joves adults
- Premi Locus a la millor novel·la curta
- Premi Locus a la millor novel·la curta
- Premi Locus a la millor narració breu
- Premi Locus a la millor revista
- Premi Locus a la millor editorial
- Premi Locus a la millor antologia
- Premi Locus a la millor col·lecció
- Premi Locus al millor editor
- Premi Locus al millor artista
- Premi Locus al millor llibre de no-ficció/art

## Categories inactives
Hi ha diverses categories que ja no reben Premis Locus:
- Premi Locus a la millor antologia original(1972-1975)[4]
  - 1972: Universe 1 editat per Terry Carr
  - 1973: Again, Dangerous Visions editat per Harlan Ellison
  - 1974: Astounding editat per Harry Harrison
  - 1975: Universe 4 editat per Terry Carr
- Premis Locus a la millor antologia de la reimpressió /col·lecció (1972-1975)[5]
  - 1972: World's Best Science Fiction: 1971 editat per Donald A. Wollheim and Terry Carr
  - 1973: The Best Science Fiction of the Year #2 editat per Terry Carr
  - 1974: The Best Science Fiction of the Year #2 editat per Terry Carr
  - 1975: Before the Golden Age editat per Isaac Asimov
- Premis Locus a la millor fantasia (1971-1977)[6]
  - 1971: Locus
  - 1972: Locus
  - 1973: Locus
  - 1974: Locus
  - 1975: Outworlds
  - 1976: Locus
  - 1977: Locus
- Premis Locus al millor tema individual fanzine (1971)[7]
  - 1971: Locus
- Premi Locus a la millor crítica (1974-1977)[8]
  - 1974: Richard Geis
  - 1975: P. Schuyler Miller
  - 1976: Richard Geis
  - 1977: Spider Robinson
- Premis Locus al millor escriptor de fans (1971-1973)[9]
  - 1971: Harry Warner, Jr.
  - 1972: Charlie Brown
  - 1973: Terry Carr
- Premi Locus a la millor crítica de fans (1971)[10]
  - 1971: Ted Pauls
- Premis Locus al millor editor - Tapa dura (1975-1976)[11]
  - 1975: Science Fiction Book Club
  - 1976: Science Fiction Book Club
- Premi Locus al millor editor - llibre de butxaca (1975-1976)[12]
  - 1975: Ballantine
  - 1976: Ballantine
- Premis Locus al millor llibre de butxaca de portada de l'artista (1971-1973)[13]
  - 1971: Leo & Diane Dillon
  - 1972: Gene Szafran
  - 1973: Frank Kelly Freas
- Premis Locus a la millor revista artística (1972-1973)[14]
  - 1972: Frank Kelly Freas
  - 1973: Frank Kelly Freas
- Premi Locus al millor artista aficionat (1971-1975)[15]
  - 1971: Alicia Austin
  - 1972: Bill Rotsler
  - 1973: Bill Rotsler
  - 1974: Tim Kirk
  - 1975: Tim Kirk
- Premis Locus al millor dibuixant aficionat (1971)[16]
  - 1971: Bill Rotsler
- Premis Locus a la millor convenció (1971)[17]
  - 1971: Noreascon